# Antoni Ràfols i Fernández
Antoni Ràfols i Fernández (Vilanova i la Geltrú, 13 d'abril de 1757 - Tarragona, 6 de juliol de 1830) fou un compositor musical català. Estudià música en el Monestir de Montserrat, i després d'haver-se ordenat in sacris aconseguí per oposició la plaça de violí primer de la catedral de Tarragona. Ràfols, a més era un excel·lent pianista i organista, i és conegut principalment pel seu Tratado de la sinfonía (Reus, 1801), en el qual dona encertats consells per al cultiu d'aquest gènere, censurant abusos que en aquell temps s'introduïen en el gènere simfònic.